# Brazilië op de Olympische Zomerspelen 1984
Brazilië nam deel aan de Olympische Zomerspelen 1984 in Los Angeles, Verenigde Staten. Er werden acht medailles gewonnen; eenmaal goud, vijfmaal zilver en tweemaal brons.

## Medailleoverzicht
| Sport     | Olympiër | Onderdeel           | Medaille |
| --------- | --- | ------------------- | -------- |
| Atletiek  | Joaquim Cruz | 800m (m)            | Goud     |
|           | |                     |          |
| Judo      | Douglas Vieira | -95kg (m)           | Zilver   |
| Voetbal   | Ademir Pinga Milton Cruz André Luiz Ferreira Mauro Galvão Antonio José Gil Joâo Leichardt Neto Augilmar Silva Oliveira Silvio Paiva Gilmar Luiz Rinaldi Paulo Santos Davi Cortez Silva Ronaldo Morais Silva Dunga Francisco Carlos Vidal Luiz Carlos Winck       | mannen              | Zilver   |
| Volleybal | Renan dal Zotto William Carvalho da Silva Fernando d'Àvila Mário Xandó de Oliveira Neto Bernardo Rocha de Rezende Ruy Campos do Nascimento Marcus Vinícius Simões Freire Domingos Lampariello Neto José Montanaro Bernard Rajzman Antônio Carlos Gueiros Ribeiro | mannen              | Zilver   |
| Zeilen    | Daniel Adler Torben Grael Ronaldo Camargo | soling              | Zilver   |
| Zwemmen   | Ricardo Prado | 400m wisselslag (m) | Zilver   |
|           | |                     |          |
| Judo      | Luis Onmura | -71kg (m)           | Brons    |
| Judo      | Walter Carmona | -86kg (m)           | Brons    |

## Deelnemers en resultaten

### Atletiek
| Olympiër                                                                      | Discipline               | Resultaat | Prestatie |
| ----------------------------------------------------------------------------- | ------------------------ | --------- | --- |
| Paulo Roberto Correia                                                         | 100m (m)                 | 22e       | serie 6: 4e in 10,45 kwartfinale 4: 7e in 10,54 |
| Nelson dos Santos                                                             | 100m (m)                 | 20e       | serie 9: 3e in 10,70 kwartfinale 2: 4e in 10,53 |
| Katsuhiko Nakaya                                                              | 100m (m)                 | 34e       | serie 11: 3e in 10,55 kwartfinale 3: 5e in 10,69 |
| Arnaldo da Silva                                                              | 200m (m)                 | 33e       | serie 8: 5e in 21,24 |
| João Batista da Silva                                                         | 200m (m)                 | 4e        | serie 4: 3e in 20,70 kwartfinale 2: 4e in 20,61 halve finale 2: 2e in 20,61 finale: 4e in 20,30 |
| Robson da Silva                                                               | 200m (m)                 | 13e       | serie 1: 3e in 21,08 kwartfinale 3: 4e in 20,88 halve finale 1: 6e in 20,80 |
| Wilson David Santos                                                           | 400m (m)                 | 51e       | serie 9: 5e in 47,55 |
| Evaldo Rosa Silva                                                             | 400m (m)                 | 51e       | serie 1: 6e in 47,55 |
| Gerson Souza                                                                  | 400m (m)                 | 13e       | serie 3: 3e in 47,02 kwartfinale 3: 4e in 20,88 halve finale 1: 6e in 20,80 |
| José Luíz Barbosa                                                             | 800m (m)                 | 15e       | serie 9: 3e in 1.47,12 kwartfinale 2: 4e in 1.46,87 halve finale 2: 8e in 1.48,70 |
| Joaquim Cruz                                                                  | 800m (m)                 | Goud      | serie 5: 1e in 1.45,66 kwartfinale 3: 1e in 1.44,84 halve finale 1: 1e in 1.43,82 finale: 1e in 1.43,00 |
| Agberto Guimarães                                                             | 800m (m)                 | 12e       | serie 7: 3e in 1.47,72 kwartfinale 1: 3e in 1.45,18 halve finale 2: 6e in 1.46,65 |
| Joaquim Cruz                                                                  | 1500m (m)                | DNF       | serie 4: 1e in 3.41,01 halve finale 2: niet gefinisht |
| Agberto Guimarães                                                             | 1500m (m)                | DSQ       | serie 3: 2e in 3.49,26 halve finale 1: gediskwalificeerd |
| José João da Silva                                                            | 5000m (m)                | 36e       | serie 1: 8e in 14.03,44 |
| José João da Silva                                                            | 10000m (m)               | 30e       | serie 1: 10e in 29.10,52 |
| Antônio Dias Ferreira                                                         | 400m horden (m)          | 16e       | serie 1: 2e in 49,85 halve finale 1: 8e in 50,70 |
| Paulo Correia Arnaldo da Silva Robson da Silva Katsuiko Nakaia                | 4x100m (m)               | 8e        | serie 2: 2e in 39,27 halve finale 1: 4e in 39,52 finale: 8e in 39,40 |
| José Luiz Barbosa João Batista da Silva Antônio Dias Ferreira Gerson A. Souza | 4x400m (m)               | 9e        | serie 3: 5e in 3.05,08 halve finale 2: 5e in 3.03,99 |
| Eloi Schleder                                                                 | marathon (m)             | 23e       | 2:16.35 |
| Abcelvio Rodrigues                                                            | hink-stap-springen (m)   | 16e       | kwalificatie groep B: 9e met 16,12m |
| Tom Hintnaus                                                                  | polsstokhoogspringen (m) | DNF       | kwalificatie groep A: 7e met 5,35m finale: geen geldige poging |
|                                                                               |                          |           | |
| Esmeralda de Jesus Garcia                                                     | 100m (v)                 | 18e       | serie 4: 4e in 11,63 kwartfinale 4: 6e in 11,82 |
| Eleonora de Mendonça                                                          | marathon (v)             | 44e       | 2:52.19 |
| Esmeralda de Jesus Garcia                                                     | verspringen (v)          | 19e       | kwalificatie groep B: 11e met 6,01m |
| Conceição Geremias                                                            | verspringen (v)          | 18e       | kwalificatie groep A: 8e met 6,04m |
| Conceição Geremias                                                            | zevenkamp (v)            | DNF       | 100m horden: 13e in 13,98 (868 punten) hoogspringen: 14e met 1,74m (974 punten) kogelstoten: 6e met 13,15m (789 punten) 200m: 11e in 25,00 (846 punten) verspringen: 17e met 5,65m (828 punten) speerwerpen: geen geldige poging |

### Basketbal
| Olympiër | Discipline | Resultaat | Prestatie |
| --- | ---------- | --------- | --- |
| Nilo Guimarães Silvio Malvezi Gerson Victalino Milton Setrini Junior Ricardo Guimarães Marcos Leite Eduardo Galvão Marcel Souza Adilson Nascimento Marcelo Vido Oscar Schmidt Israel Machado | mannen     | 9e        | groep A: 5e V van Australië: 72-76 W van Egypte: 91-82 V van Italië: 89-78 V van Joegoslavië: 85-98 V van Bondsrepubliek Duitsland: 75-78 9-12e plek: W van Frankrijk: 100-86 9-10e plek: W van China: 86-76 |

| Groep A |                          |             |             |             |        |        |        |        |
| #       | Land                     | Wedstrijden | Wedstrijden | Wedstrijden | Punten | Punten | Punten | Punten |
| #       | Land                     | G           | W           | V           | V      | T      | Saldo  | Punten |
| 1       | Joegoslavië              | 5           | 5           | 0           | 457    | 366    | +91    | 10     |
| 2       | Italië                   | 5           | 4           | 1           | 437    | 363    | +74    | 9      |
| 3       | Australië                | 5           | 3           | 2           | 383    | 403    | -20    | 8      |
| 4       | Bondsrepubliek Duitsland | 5           | 2           | 3           | 384    | 376    | +8     | 7      |
| 5       | Brazilië                 | 5           | 1           | 4           | 401    | 423    | -22    | 6      |
| 6       | Egypte                   | 5           | 0           | 5           | 349    | 480    | -131   | 5      |

| Ronde       | Datum       | Plaats                   | Land   | Score     | Land |
| ----------- | ----------- | ------------------------ | ------ | --------- | ---- |
| Groepsfase  |             |                          |        |           |      |
| 29 juli     | Los Angeles | Australië                | 76-72  | Brazilië  |      |
| 30 juli     | Los Angeles | Brazilië                 | 91-82  | Egypte    |      |
| 1 augustus  | Los Angeles | Italië                   | 89-78  | Brazilië  |      |
| 2 augustus  | Los Angeles | Joegoslavië              | 98-85  | Brazilië  |      |
| 4 augustus  | Los Angeles | Bondsrepubliek Duitsland | 78-75  | Brazilië  |      |
| 9-12e plek  |             |                          |        |           |      |
| 5 augustus  | Los Angeles | Brazilië                 | 100-86 | Frankrijk |      |
| 9-10e plek  |             |                          |        |           |      |
| 10 augustus | Los Angeles | Brazilië                 | 86-76  | China     |      |

### Boogschieten
| Olympiër      | Discipline      | Resultaat | Prestatie                                                                       |
| ------------- | --------------- | --------- | ------------------------------------------------------------------------------- |
| Renato Emilio | individueel (m) | 44e       | 1e ronde: 42e met 1184 punten 2e ronde: 42e met 1179 punten totaal: 2363 punten |

### Gymnastiek
| Olympiër           | Discipline               | Resultaat | Prestatie |
| Ritmisch           | Ritmisch                 | Ritmisch  | Ritmisch |
| ------------------ | ------------------------ | --------- | --- |
| Rosana Favila      | individueel (v)          | 24e       | kwalificatie: 24e hoepel: 18e met 9,10 punten bal: 28e met 8,85 punten knotsen: 20e met 9,00 punten lint: 23e met 8,70 punten totaal: 35,65 punten |
| Turnen             |                          |           | |
| Gerson Gnoatto     | meerkamp individueel (m) | 70e       | kwalificatie: 70e vloer: 67e met 18,25 punten sprong: 70e met 18,95 punten brug: 70e met 16,95 punten rekstok: 68e met 18,05 punten ringen: 69e met 18,45 punten paard: 68e met 17,40 punten totaal: 108,05 punten                                                                                |
|                    |                          |           | |
| Tatiana Figueiredo | meerkamp individueel (v) | 27e       | kwalificatie: 57e vloer: 48e met 18,70 punten sprong: 56e met 18,65 punten brug: 60e met 17,20 punten balk: 48e met 18,05 punten totaal: 72,60 punten finale: 27e vloer: 16e met 9,45 punten sprong: 25e met 9,60 punten brug: 21e met 9,65 punten balk: 18e met 9,40 punten totaal: 74,40 punten |

### Judo
| Olympiër           | Discipline | Resultaat | Prestatie |
| ------------------ | ---------- | --------- | --- |
| Luiz Shinohara     | -60kg (m)  | 7e        | 1e ronde: W van CAN Takahashi 2e ronde: V van JPN Hosokawa herkansingen: V van POR Neves                                                                 |
| Sérgio Sano        | -65kg (m)  | 7e        | 1e ronde: vrij 2e ronde: W van ESA Torres 3e ronde: W van AUT Reiter kwartfinale: V van KOR Hwang herkansingen: V van AUT Reiter                         |
| Luis Onmora        | -71kg (m)  | Brons     | 1e ronde: W van EGY Zagloul 2e ronde: W van TUN Ben Gamra kwartfinale: W van USA Swain halve finale: V van ITA Gamba bronzen finale: W van CAN Beauchamp |
| Rogério dos Santos | -76kg (m)  | 20e       | 1e ronde: vrij 2e ronde: V van YUG Lescak |
| Walter Carmona     | -86kg (m)  | Brons     | 1e ronde: W van EGY Mohamed 2e ronde: W van SWE Grant kwartfinale: W van NED Spijkers halve finale: V van USA Berland bronzen finale: W van GBR White    |
| Douglas Vieira     | -95kg (m)  | Zilver    | 1e ronde: W van ESP Rubio 2e ronde: W van SEN Daffe kwartfinale: W van ITA Fazi halve finale: W van ISL Fridriksson finale: V van KOR Ha                 |
| Frederico Flexa    | +95kg (m)  | 11e       | 1e ronde: V van FRG Von Der Groeben |

### Paardensport
| Olympiër                                                   | Discipline     | Resultaat      | Prestatie                                                            |
| Springconcours                                             | Springconcours | Springconcours | Springconcours                                                       |
| ---------------------------------------------------------- | -------------- | -------------- | -------------------------------------------------------------------- |
| Marcelo Blessman                                           | individueel    | 45e            | 1e ronde: 45e met 44 strafpunten                                     |
| Sérgio Caio                                                | individueel    | 33e            | 1e ronde: 33e met 23,25 strafpunten                                  |
| Jorge Carneiro                                             | individueel    | 32e            | 1e ronde: 32e met 21,25 strafpunten                                  |
| Marcelo Blessman Sérgio Caio Jorge Carneiro Vitor Teixeira | team           | 10e            | 1e ronde: 12e met 66,50 strafpunten 2e ronde: 10e met 67 strafpunten |

### Roeien
| Olympiër                                                                 | Discipline      | Resultaat | Prestatie                                                                                                |
| ------------------------------------------------------------------------ | --------------- | --------- | --- |
| Ronaldo de Carvalho Ricardo de Carvalho                                  | twee-zonder (m) | 8e        | serie 3: 4e in 7.32,69 herkansingen: 3e in 7.05,24 halve finale 1: 6e in 7.05,92 finale B: 2e in 7.03,97 |
| Nilton Alonço Ángelo Roso Neto Walter Soares                             | twee-met (m)    | 4e        | serie 2: 2e in 7.18,96 herkansingen: 1e in 7.19,40 finale: 4e in 7.17,07                                 |
| André Berezin Luiz dos Santos Dênis Marinho Laildo Machado Manuel Mandel | vier-met (m)    | 7e        | serie 1: 4e in 6.39,88 herkansingen: 5e in 6.33,44 finale B: 1e in 6.47,13                               |

### Schietsport
| Olympiër          | Discipline              | Resultaat | Prestatie                       |
| ----------------- | ----------------------- | --------- | ------------------------------- |
| Paulo Pimenta     | 10m luchtgeweer (m)     | 45e       | 557 punten: (94-94-91-90-93-95) |
| Waldemar Capucci  | 50m geweer liggend (m)  | 52e       | 581 punten: (94-98-97-95-99-98) |
| Durval Guimarães  | 50m geweer liggend (m)  | 45e       | 583 punten: (97-98-98-99-96-95) |
| Sylvio Carvalho   | 50m pistool (m)         | 25e       | 546 punten: (92-88-96-89-94-87) |
| Delival Nobre     | 25m snelvuurpistool (m) | 4e        | 591 punten: (296-295)           |
|                   |                         |           |                                 |
| Delival Nobre     | 25m pistool (v)         | 7e        | 578 punten: (95-96-96-99-98-94) |
|                   |                         |           |                                 |
| Marcos José Olsen | trap                    | 10e       | 188 punten                      |
| Avelino Palma     | trap                    | 60e       | 164 punten                      |

### Schoonspringen
| Olympiër       | Discipline    | Resultaat | Prestatie                        |
| -------------- | ------------- | --------- | -------------------------------- |
| Angela Ribeiro | 3m plank (v)  | 23e       | voorronde: 23e met 370,68 punten |
| Angela Ribeiro | 10m toren (v) | 13e       | voorronde: 13e met 329,31 punten |

### Synchroonzwemmen
| Olympiër                      | Discipline | Resultaat | Prestatie                                                                                            |
| ----------------------------- | ---------- | --------- | --- |
| Paula Carvalho                | solo       | 13e       | kwalificatie: 13e technisch: 12e met 79,900 punten vrij: 14e met 85,80 punten totaal: 165,70 punten  |
| Paula Carvalho Tesse Carvalho | duet       | 11e       | kwalificatie: 11e technisch: 11e met 82,092 punten vrij: 13e met 84,20 punten totaal: 166,292 punten |

### Voetbal
| Olympiër | Discipline | Resultaat | Prestatie |
| --- | ---------- | --------- | --- |
| Ademir Pinga Milton Cruz André Luiz Ferreira Mauro Galvão Antonio José Gil Joâo Leichardt Neto Augilmar Silva Oliveira Silvio Paiva Gilmar Luiz Rinaldi Paulo Santos Davi Cortez Silva Ronaldo Morais Silva Dunga Francisco Carlos Vidal Luiz Carlos Winck | mannen     | Zilver    | groep C: 1e W van Saoedi-Arabië: 3-1 W van Bondsrepubliek Duitsland: 1-0 W van Marokko: 2-0 kwartfinale: W van Canada: 1-1 (4-2) halve finale: W van Italië: 2-1 finale: V van Frankrijk: 0-2 |

| Groep C |                          |             |             |             |             |            |            |            |        |
| #       | Land                     | Wedstrijden | Wedstrijden | Wedstrijden | Wedstrijden | Doelpunten | Doelpunten | Doelpunten | Punten |
| #       | Land                     | G           | W           | G           | V           | V          | T          | Saldo      | Punten |
| 1       | Brazilië                 | 3           | 3           | 0           | 0           | 6          | 1          | +5         | 6      |
| 2       | Bondsrepubliek Duitsland | 3           | 2           | 0           | 1           | 8          | 1          | +7         | 4      |
| 3       | Marokko                  | 3           | 1           | 0           | 2           | 1          | 4          | -3         | 2      |
| 4       | Saoedi-Arabië            | 3           | 0           | 0           | 3           | 1          | 10         | -9         | 0      |

| Ronde          | Datum    | Plaats    | Land      | Score                    | Land |
| -------------- | -------- | --------- | --------- | ------------------------ | ---- |
| Groepsfase     |          |           |           |                          |      |
| 30 juli        | Pasadena | Brazilië  | 3-        | Saoedi-Arabië            |      |
| 1 augustus     | Stanford | Brazilië  | 1-0       | Bondsrepubliek Duitsland |      |
| 3 augustus     | Pasadena | Marokko   | 0-2       | Brazilië                 |      |
| Kwartfinale    |          |           |           |                          |      |
| 6 augustus     | Stanford | Brazilië  | 1-1 (4-2) | Canada                   |      |
| Halve finale   |          |           |           |                          |      |
| 8 augustus     | Stanford | Italië    | 1-2       | Brazilië                 |      |
| Bronzen finale |          |           |           |                          |      |
| 11 augustus    | Pasadena | Frankrijk | 2-0       | Brazilië                 |      |

### Volleybal

#### Mannen
| Olympiër | Discipline | Resultaat | Prestatie |
| --- | ---------- | --------- | --- |
| Renan dal Zotto William Carvalho da Silva Fernando d'Àvila Mário Xandó de Oliveira Neto Bernardo Rocha de Rezende Ruy Campos do Nascimento Marcus Vinícius Simões Freire Domingos Lampariello Neto José Montanaro Bernard Rajzman Antônio Carlos Gueiros Ribeiro | mannen     | Zilver    | groep A: 1e W van Argentinië: 3-1 (15-8, 15-8, 16-18, 15-13) W van Tunesië: 3-0 (15-5, 15-9, 15-2) V van Zuid-Korea: 1-3 (4-15, 13-15, 15-13, 8-15) W van Verenigde Staten: 3-0 (15-10, 15-11, 15-2) halve finale: W van Italië: 3-1 (12-15, 15-2, 15-3, 15-5) finale: V van Verenigde Staten: 0-3 (6-15, 6-15, 7-15) |

| Groep A |                  |             |             |             |             |             |             |        |        |        |        |
| #       | Land             | Wedstrijden | Wedstrijden | Wedstrijden | Wedstrijden | Wedstrijden | Wedstrijden | Punten | Punten | Punten | Punten |
| #       | Land             | G           | W           | V           | SW          | SV          | SR          | SPW    | SPL    | Saldo  | Punten |
| 1       | Brazilië         | 4           | 3           | 1           | 10          | 4           | +6          | 191    | 144    | +57    | 7      |
| 2       | Verenigde Staten | 4           | 3           | 1           | 9           | 4           | +5          | 168    | 117    | +51    | 7      |
| 3       | Zuid-Korea       | 4           | 3           | 1           | 9           | 6           | +3          | 203    | 162    | +41    | 7      |
| 4       | Argentinië       | 4           | 1           | 3           | 7           | 9           | -2          | 184    | 207    | -23    | 5      |
| 5       | Tunesië          | 4           | 0           | 4           | 0           | 12          | -12         | 64     | 180    | -116   | 4      |

| Ronde        | Datum       | Plaats     | Land | Score            | Land |
| ------------ | ----------- | ---------- | ---- | ---------------- | ---- |
| Groepsfase   |             |            |      |                  |      |
| 31 juli      | Los Angeles | Brazilië   | 3-1  | Argentinië       |      |
| 2 augustus   | Los Angeles | Brazilië   | 3-0  | Tunesië          |      |
| 4 augustus   | Los Angeles | Zuid-Korea | 3-1  | Brazilië         |      |
| 6 augustus   | Los Angeles | Brazilië   | 3-0  | Verenigde Staten |      |
| Halve finale |             |            |      |                  |      |
| 8 augustus   | Los Angeles | Brazilië   | 3-1  | Italië           |      |
| Finale       |             |            |      |                  |      |
| 11 augustus  | Los Angeles | Brazilië   | 0-3  | Verenigde Staten |      |

#### Vrouwen
| Olympiër | Discipline | Resultaat | Prestatie |
| --- | ---------- | --------- | --- |
| Vera Mossa Fernanda Emerick Silva Mônica da Silva Isabel Salgado Heloisa Roese Regina Vilela Santos-Uchoa Jackie Silva Ana Richa Sandra Suruagy Eliana da Costa Luiza Machado Ida Alvares | vrouwen    | 7e        | groep B: 4e V van China: 0-3 (13-15, 10-15, 11-15) V van Verenigde Staten: 2-3 (15-12, 15-10, 5-15, 5-15, 12-15) V van Bondsrepubliek Duitsland: 0-3 (6-15, 14-15, 11-15) 5-8e plek: V van Zuid-Korea: 1-3 (15-13, 13-15, 9-15, 10-15) 7-8e plek W van Canada: 3-0 (15-9, 15-3, 15-8) |

| Groep B |                          |             |             |             |             |             |             |        |        |        |        |
| #       | Land                     | Wedstrijden | Wedstrijden | Wedstrijden | Wedstrijden | Wedstrijden | Wedstrijden | Punten | Punten | Punten | Punten |
| #       | Land                     | G           | W           | V           | SW          | SV          | SR          | SPW    | SPL    | Saldo  | Punten |
| 1       | Verenigde Staten         | 3           | 3           | 0           | 9           | 3           | +6          | 165    | 137    | +27    | 6      |
| 2       | China                    | 3           | 2           | 1           | 7           | 3           | +4          | 144    | 101    | +43    | 5      |
| 3       | Bondsrepubliek Duitsland | 3           | 1           | 3           | 3           | 6           | -3          | 90     | 121    | -31    | 4      |
| 4       | Brazilië                 | 3           | 0           | 2           | 2           | 9           | -7          | 55     | 117    | -62    | 3      |

| Ronde      | Datum       | Plaats                   | Land | Score    | Land |
| ---------- | ----------- | ------------------------ | ---- | -------- | ---- |
| Groepsfase |             |                          |      |          |      |
| 30 juli    | Los Angeles | China                    | 3-0  | Brazilië |      |
| 1 augustus | Los Angeles | Verenigde Staten         | 3-2  | Brazilië |      |
| 2 augustus | Los Angeles | Bondsrepubliek Duitsland | 3-0  | Brazilië |      |
| 5-8e plek  |             |                          |      |          |      |
| 5 augustus | Los Angeles | Zuid-Korea               | 3-1  | Brazilië |      |
| 7-8e plek  |             |                          |      |          |      |
| 7 augustus | Los Angeles | Brazilië                 | 3-0  | Canada   |      |

### Waterpolo
| Olympiër | Discipline | Resultaat | Prestatie |
| --- | ---------- | --------- | --- |
| Roberto Borelli Orlando Chaves Paulo Abreu Carlos Carvalho Silvio Manfredi Solon Santos Ricardo Tonieto Eric Tebbe Borges Mario Souto Mario Sergio Lotufo Fernando Carsalade Hélio Silva André Campos | mannen     | 12e       | groep B: 4e V van Spanje: 12-19 V van Verenigde Staten: 4-10 G tegen Griekenland: 9-9 finale groep E: 6e V van Italië: 4-13 G tegen Canada: 10-10 V van China: 9-11 V van Japan: 8-9 |

| Groep B |                  |             |             |             |             |            |            |            |        |
| #       | Land             | Wedstrijden | Wedstrijden | Wedstrijden | Wedstrijden | Doelpunten | Doelpunten | Doelpunten | Punten |
| #       | Land             | G           | W           | G           | V           | V          | T          | Saldo      | Punten |
| 1       | Verenigde Staten | 3           | 3           | 0           | 0           | 32         | 17         | +15        | 6      |
| 2       | Spanje           | 3           | 2           | 0           | 1           | 39         | 31         | +8         | 4      |
| 3       | Griekenland      | 3           | 0           | 1           | 2           | 23         | 33         | -10        | 1      |
| 4       | Brazilië         | 3           | 0           | 1           | 2           | 25         | 38         | -13        | 1      |

| Ronde      | Datum       | Plaats           | Land  | Score    | Land |
| ---------- | ----------- | ---------------- | ----- | -------- | ---- |
| Groepsfase |             |                  |       |          |      |
| 1 augustus | Los Angeles | Spanje           | 19-12 | Brazilië |      |
| 2 augustus | Los Angeles | Verenigde Staten | 10-4  | Brazilië |      |
| 3 augustus | Los Angeles | Griekenland      | '9-9  | Brazilië |      |

| Finale groep E |             |             |             |             |             |            |            |            |        |
| #              | Land        | Wedstrijden | Wedstrijden | Wedstrijden | Wedstrijden | Doelpunten | Doelpunten | Doelpunten | Punten |
| #              | Land        | G           | W           | G           | V           | V          | T          | Saldo      | Punten |
| 1              | Italië      | 5           | 4           | 1           | 0           | 63         | 34         | +29        | 9      |
| 2              | Griekenland | 5           | 3           | 2           | 0           | 52         | 41         | +11        | 8      |
| 3              | China       | 5           | 3           | 0           | 2           | 44         | 39         | +5         | 6      |
| 4              | Canada      | 5           | 1           | 1           | 3           | 40         | 48         | -8         | 3      |
| 5              | Japan       | 5           | 1           | 0           | 4           | 30         | 55         | -25        | 2      |
| 6              | Brazilië    | 5           | 0           | 2           | 3           | 40         | 52         | -12        | 2      |

| Ronde       | Datum       | Plaats | Land  | Score    | Land |
| ----------- | ----------- | ------ | ----- | -------- | ---- |
| Groepsfase  |             |        |       |          |      |
| 6 augustus  | Los Angeles | Italië | 13-4  | Brazilië |      |
| 7 augustus  | Los Angeles | Canada | 10-10 | Brazilië |      |
| 9 augustus  | Los Angeles | China  | 11-9  | Brazilië |      |
| 10 augustus | Los Angeles | Japan  | 9-8   | Brazilië |      |

### Wielersport
| Olympiër                                                  | Discipline                    | Resultaat | Prestatie |
| Baan                                                      | Baan                          | Baan      | Baan |
| --------------------------------------------------------- | ----------------------------- | --------- | --- |
| Paulo Jamur                                               | sprint (m)                    | 22e       | 1e ronde serie 3: 3e 1e ronde herkansingen: 3e 1e ronde herkansingen finale: 1e in 11,92 2e ronde serie 1: V van USA Gorski 2e ronde herkansingen: V van NZL Steele |
| Hans Fischer                                              | individuele achtervolging (m) | 22e       | kwalificatie: 22e in 5.00,47 |
| Marcelo Greuel                                            | tijdrit (m)                   | 12e       | 1.08,37 |
| Hans Fischer                                              | puntenkoers (m)               | 25e       | 1e ronde serie 1: 14e op 2 ronden |
| Weg                                                       |                               |           | |
| Gilson Alvaristo Jair Braga Renan Ferraro Marcos Mazzaron | ploegentijdrit (m)            | 18e       | 2:15.37 |

### Zeilen
| Olympiër                                 | Discipline      | Resultaat | Prestatie                        |
| ---------------------------------------- | --------------- | --------- | -------------------------------- |
| Jorge Zarif Neto                         | finn            | 8e        | 78,7 punten: (8-1-6-19-11-15-9)  |
| Rolf Nehn Marco Paradeda                 | 470             | 13e       | 99,0 punten: (17-16-16-9-2-19-8) |
| Alan Adler Marcos Tenke                  | flying dutchman | 6e        | 61,7 punten: (5-PMS-13-6-2-2-9)  |
| Lars Grael Glein Haynes                  | tornado         | 7e        | 74,7 punten: (5-8-14-11-3-5-12)  |
| Eduardo Ramos Roberto Souza              | star            | 12e       | 82,0 punten: (9-8-7-9-5-9-12)    |
| Daniel Adler Torben Grael Ronaldo Senfft | soling          | Zilver    | 43,4 punten: (3-7-2-10-10-1-3)   |

### Zwemmen
| Olympiër                                                 | Discipline            | Resultaat | Prestatie                                         |
| -------------------------------------------------------- | --------------------- | --------- | ------------------------------------------------- |
| Cyro Delgado                                             | 100m vrije slag (m)   | 18e       | serie 3: 3e in 51,74                              |
| Ronald Menezes                                           | 100m vrije slag (m)   | 28e       | serie 4: 2e in 52,49                              |
| Cyro Delgado                                             | 200m vrije slag (m)   | 21e       | serie 2: 3e in 1.53,22                            |
| Jorge Fernandes                                          | 200m vrije slag (m)   | 20e       | serie 3: 3e in 1.53,03                            |
| Cyro Delgado                                             | 400m vrije slag (m)   | 15e       | serie 2: 3e in 3.57,43 finale B: 7e in 3.58,23    |
| Marcelo Jucá                                             | 1500m vrije slag (m)  | 17e       | serie 2: 5e in 15.43,80                           |
| Djan Madruga                                             | 200m rugslag (m)      | 12e       | serie 2: 5e in 2.05,23 finale B: 4e in 2.05,33    |
| Ricardo Prado                                            | 200m rugslag (m)      | 4e        | serie 1: 1e in 2.04,46 finale: 4e in 2.03,05      |
| Luiz Carvalho                                            | 100m schoolslag (m)   | 24e       | serie 6: 3e in 1.05,96                            |
| Luiz Carvalho                                            | 200m schoolslag (m)   | 24e       | serie 2: gediskwalificeerd                        |
| Marcelo Jucá                                             | 200m vlinderslag (m)  | DNS       | serie 4: niet gestart                             |
| Ricardo Prado                                            | 200m vlinderslag (m)  | 17e       | serie 2: 1e in 2.00,59                            |
| Ricardo Prado                                            | 200m wisselslag (m)   | 17e       | serie 2: 1e in 2.07,16                            |
| Ricardo Prado                                            | 400m wisselslag (m)   | Zilver    | serie 2: 1e in 4.23,31 finale: 2e in 4.18,45 (AR) |
| Cyro Delgado Jorge Fernandes Djan Madruga Ronald Menezes | 4x100m vrije slag (m) | 10e       | serie 2: 3e in 3.27,33                            |
| Cyro Delgado Jorge Fernandes Marcelo Jucá Djan Madruga   | 4x200m vrije slag (m) | 9e        | serie 1: 6e in 7.30,41 (AR)                       |
| Luiz Carvalho Cyro Delgado Marcelo Jucá Ricardo Prado    | 4x100m wisselslag (m) | 12e       | serie 2: 4e in 3.53,49                            |

Algerije · Amerikaanse Maagdeneilanden · Andorra · Antigua en Barbuda · Argentinië · Australië · Bahama’s · Bahrein · Bangladesh · Barbados · België · Belize · Benin · Bermuda · Bhutan · Birma · Bolivia · Bondsrepubliek Duitsland · Botswana · Brazilië · Britse Maagdeneilanden · Canada · Centraal-Afrikaanse Republiek · Chili · China · Chinees Taipei · Colombia · Congo-Brazzaville · Costa Rica · Cyprus · Denemarken · Djibouti · Dominicaanse Republiek · Ecuador · Egypte · El Salvador · Equatoriaal-Guinea · Fiji · Filipijnen · Finland · Frankrijk · Gabon · Gambia · Ghana · Grenada · Griekenland · Groot-Brittannië · Guatemala · Guinee · Guyana · Haïti · Honduras · Hongkong · Ierland · IJsland · India · Indonesië · Irak · Israël · Italië · Ivoorkust · Jamaica · Japan · Joegoslavië · Jordanië · Kaaimaneilanden · Kameroen · Kenia · Koeweit · Lesotho · Libanon · Liberia · Liechtenstein · Luxemburg · Madagaskar · Malawi · Maleisië · Mali · Malta · Marokko · Mauritanië · Mauritius · Mexico · Monaco · Mozambique · Nederland · Nederlandse Antillen · Nepal · Nicaragua · Nieuw-Zeeland · Niger · Nigeria · Noord-Jemen · Noorwegen · Oeganda · Oman · Oostenrijk · Pakistan · Panama · Papoea-Nieuw-Guinea · Paraguay · Peru · Portugal · Puerto Rico · Qatar · Roemenië · Rwanda · Salomonseilanden · Samoa · San Marino · Saoedi-Arabië · Senegal · Seychellen · Sierra Leone · Singapore · Soedan · Somalië · Spanje · Sri Lanka · Suriname · Swaziland · Syrië · Tanzania · Thailand · Togo · Tonga · Trinidad en Tobago · Tsjaad · Tunesië · Turkije · Uruguay · Venezuela · Verenigde Arabische Emiraten · Verenigde Staten · Zaïre · Zambia · Zimbabwe · Zuid-Korea · Zweden · Zwitserland